# La Force du destin (série télévisée)
Pour les articles homonymes, voir La Force du destin.
La Force du destin (All My Children) est un feuilleton télévisé américain en 10 712 épisodes, créé par Agnes Nixon et diffusé du 5 janvier 1970 au 23 septembre 2011 sur le réseau ABC. Après ses diffusions télévisées, le feuilleton a été relancé sur Internet par Prospect Park, et diffusé entre le 29 avril et le 2 septembre 2013 sur les plateformes Hulu et iTunes ; au Canada, le premier mois a été diffusé sur FX Canada.
En Belgique, la série est diffusée à partir du 17 février 2003 sur RTL-TVI.
En France, seuls quatre épisodes (datant de 1995) ont été diffusés, du 17 au 21 mars 2003 (sur TF1).
Créé par Agnes Nixon, le feuilleton se déroule dans la petite ville (fictive) de Pine Valley, située à quelques kilomètres de Philadelphie. Dès le début, Susan Lucci a interprété le rôle d'Erica Kane, devenu l'un des personnages les plus populaires de la télévision américaine.

## Synopsis
Le feuilleton met en scène la vie et les aventures mouvementées des familles Chandler, Cortlandt, Hubbard et Montgomery, qui habitent Pine Valley.

## Distribution
| Acteur                    | Personnage                  | Années                           |
| Anthony Addabbo           | Dimitri Marick              | 2001                             |
| Mary Kay Adams            | Madame Lacey                | 2003                             |
| Nancy Addison             | Marissa Rampal              | 1989                             |
| Mackenzie Aladjem         | Miranda Montgomery          | 2010-2011                        |
| Michée Alberti            | Jamie Martin                | 2002-2003                        |
| Grant Aleksander          | Alec McIntyre               | 1993-1995                        |
| Kévin Alexandre           | JR Chandler                 | 1992-1996                        |
| Marie-Alice               | Ellie Grant Hubbard         | 1980                             |
| Brittany Allen            | Marissa Tasker              | 2009-2010                        |
| Laura Allen               | Laura Kirk Anglais          | 2000-2002                        |
| Philip Amelio             | Scott Chandler              | 1987-1991                        |
| Mélodie Anderson          | Natalie Marlowe             | 1992-1993                        |
| Mélodie Anderson          | Janet Dillon                | 1993                             |
| Terrell Anthony           | Tad Martin                  | 1990                             |
| Matthieu Anton            | Tad Martin                  | 1973-1977                        |
| Tom Archidiacre           | Aidan Devane                | 2004                             |
| Elizabeth Ashley          | Madge Sinclair              | 1996                             |
| Jamal Azizi               | Jamie Martin                | 1993-1994                        |
| Jamil Azizi               | Jamie Martin                | 1993-1994                        |
| Amanda Baker              | Babe Carey                  | 2007-2009                        |
| Kaye Ballard              | Madame Remo                 | 1970                             |
| Joseph Barbara            | Paolo Caselli               | 2000                             |
| Julia Barr                | Brooke English              | 1976-2006, 2010-2011, 2013       |
| Bernard Barrow            | Louie Slavinsky             | 1991-1992                        |
| Patricia Barry            | Peg English                 | 1981-2005                        |
| Mischa Barton             | Lily Montgomery             | 1995                             |
| Jennifer Bassey           | Marian Chandler             | 1983-1989, 1995-2009, 2011       |
| Kathy Bates               | Belle Bodelle               | 1984                             |
| Charlotte Baughman        | JR Chandler                 | 1989-1992                        |
| Margaret Baughman         | JR Chandler                 | 1989-1992                        |
| Amanda Bearse             | Amanda Cousins              | 1981-1984                        |
| Noelle Beck               | Trisha Alden                | 1991-1992                        |
| Maurice Benard            | Nico Kelly                  | 1987-1990                        |
| Nick Benedict             | Phillip Brent               | 1973-1978                        |
| Jonathan Bennett          | JR Chandler                 | 2001-2002                        |
| Peter Bergman             | Cliff Warner                | 1979-1989                        |
| Tate Berney               | AJ Chandler                 | 2010-2011                        |
| Olivia Birkelund          | Arlene Vaughan              | 1995, 2000-2002                  |
| Ryan Bittle               | Logan                       | 2010                             |
| Ryan Bittle               | JR Chandler                 | 2013                             |
| Judon Blake Foster        | Frankie Hubbard             | 1984                             |
| Pamela Blair              | Maida Andrews               | 1985                             |
| Pamela Blair              | Madame Goodman              | 1986, 1992                       |
| Teresa Blake              | Gloria Marsh                | 1991-1998                        |
| Susan Blanchard           | Mary Kennicott              | 1971-1975                        |
| Mary Lynn Blanks          | Tara Martin                 | 1979-1980                        |
| Hunt Block                | Lysistrata Schwartz         | 2002-2003                        |
| Crystal Bock              | Lysistrata Schwartz         | 2002-2003                        |
| Vasili Bogazianos         | Benny Sago                  | 1980-1990, 2005                  |
| BethAnn Bonner            | Kat                         | 2009                             |
| Roscoe Born               | Jim Thomasen                | 1997                             |
| Philip Bosco              | Lyle Wedgewood              | 2000                             |
| Chadwick Boseman          | Reggie Montgomery           | 2003                             |
| Michael Brainard          | Jake Martin                 | 1988-1991, 1994-1995             |
| Jeff Branson              | Jonathan Lavery             | 2004-2007                        |
| Tamara Braun              | Reese Williams              | 2008-2009                        |
| Stephanie Braxton         | Tara Martin                 | 1974-1976                        |
| Jordana Brewster          | Anita Santos                | 1995                             |
| Emerson Brooks            | Ben                         | 2011                             |
| Randy Brooks              | Hayes Grady                 | 1996                             |
| Charles Brown             | Russ Anderson               | 1979-1980                        |
| Kimberlin Brown           | Juge Mariam                 | 2010                             |
| Justin Bruening           | Jamie Martin                | 2003-2007, 2011                  |
| Chris Bruno               | Michael Delaney             | 1995-1997                        |
| Rebecca Budig             | Greenlee Smythe             | 1999-2005, 2008-11               |
| Trent Bushey              | David Rampal                | 1988-1991                        |
| Warren Burton             | Eddie Dorrance              | 1978-1979                        |
| Mariah Buzolin            | Maya Mercado                | 2011                             |
| Claire Byrne              | Amelia Cambias              | 2007-2011                        |
| Antoinette Byron          | Skye Chandler               | 1986-1987                        |
| Kurt Caceres              | Mateo Santos                | 2002                             |
| John Callahan             | Edmund Grey                 | 1992-2005                        |
| Kay Campbell              | Kate Martin                 | 1970-1985                        |
| David Canary              | Adam Chandler               | 1983-2011, 2013                  |
| David Canary              | Stuart Chandler             | 1984-2009, 2011                  |
| Stephen J. Cannell        | Lui-même                    | 1985                             |
| Jeffrey Carlson           | Zoe Luper                   | 2006-2007                        |
| John Carter               | Woodruff Greenlee           | 1998                             |
| Lacey Chabert             | Bianca Montgomery           | 1992-1993                        |
| Lee Chamberlin            | Pat Baxter                  | 1982-1990                        |
| Crystal Chappell          | Janie                       | 1989                             |
| Ambyr Childers            | Colby Chandler              | 2006-2008                        |
| Robin Christopher         | Skye Chandler Quartermaine  | 1987-1991, 2000                  |
| Natalia Cigliuti          | Anita Santos                | 2004-2006                        |
| Keith Hamilton Cobb       | Noah Keefer                 | 1994-1996                        |
| Bradley Cole              | Jordan Roberts              | 2003                             |
| Jessica Collins           | Dinah Lee Mayberry          | 1992                             |
| Kate Collins              | Natalie Marlowe             | 1985-1992, 1997-1998, 2001       |
| Kate Collins              | Janet Dillon                | 1991-1992, 2005-2007, 2010-2011  |
| Míriam Colón              | Lydia Flores                | 1995                             |
| Forrest Compton           | John                        | 1991                             |
| Mark Consuelos            | Mateo Santos                | 1995-2002, 2010                  |
| Sara Contreras            | Leticia Carmen Castillo     | 2013                             |
| Linda Cook                | Lucy Voight                 | 1985-1986                        |
| Daniel Cosgrove           | Scott Chandler              | 1996-1998, 2010-2011             |
| Nicolas Coster            | Steve Andrews               | 1988                             |
| Daniel Covin              | Hunter Morrison             | 2013                             |
| Matthew Cowles            | Billy Clyde Tuggle          | 1977-1980, 1984, 1989-1990, 2013 |
| Brock Cuchna              | Paul Cramer                 | 2003-2004                        |
| Yaya DaCosta              | Cassandra Foster            | 2008                             |
| Alexandra Daddario        | Laurie Lewis                | 2002-2003                        |
| Arlene Dahl               | Lady Lucille                | 1995                             |
| Linda Dano                | Rae Cummings                | 1999-2000                        |
| Raúl Dávila               | Hector Santos               | 1994-1996                        |
| Mark Dawson               | Ted Brent                   | 1970                             |
| Johanna Day               | Marilyn Stafford            | 2002-2003                        |
| Gloria DeHaven            | Emma Mallory                | 1983                             |
| Alana de la Garza         | Rosa Santos                 | 2001                             |
| Kim Delaney               | Jenny Gardner Nelson        | 1981-1984, 1994                  |
| Robb Derringer            | District Attorney           | 2010                             |
| William deVry             | Michael Cambias             | 2003-2004, 2006                  |
| Kathleen Dezina           | Marestella "Estelle" LaTour | 1977-1982                        |
| Dena Dietrich             | Wilma Marlowe               | 1994                             |
| Colleen Dion              | Leslie Coulson              | 1999-2001                        |
| Mark Dobies               | Daniel Colson               | 2005                             |
| Josh Duhamel              | Leo du Pres                 | 1999-2003, 2011                  |
| John E. Dunn              | Tad Martin                  | 1978-1981                        |
| Marj Dusay                | Vanessa Bennett             | 1998-2002                        |
| Bobbie Eakes              | Krystal Carey               | 2003-2011                        |
| Candice Earley            | Donna Beck Tyler            | 1976-1992                        |
| Louis Edmonds             | Langley Wallingford         | 1979-1995                        |
| Melissa Claire Egan       | Annie Lavery                | 2006-2011                        |
| Colin Egglesfield         | Josh Madden                 | 2005-2009                        |
| Beth Ehlers (en)          | Taylor Thompson             | 2008-2009                        |
| Haley Evans               | Miranda Montgomery          | 2005-2009                        |
| Jessica Leigh Falborn     | Bianca Montgomery           | 1988-1990                        |
| Dylan Fergus              | Tim Dillon                  | 2002                             |
| Mary Fickett              | Ruth Martin                 | 1970-1996, 1998-2000             |
| Jim Fitzpatrick           | Pierce Riley                | 1995-1996                        |
| Connie Fletcher           | Erin Lavery                 | 2005-06                          |
| Ann Flood                 | Bitsy Davidson              | 1988-1990                        |
| David Forsyth             | Jim Thomasen                | 1997-1998                        |
| Frances Foster            | Aunt Bess                   | 1980-1981                        |
| Kimberly Foster           | Liz Sloane                  | 1994-1995                        |
| Clement von Franckenstein | Count Guy du Pres           | 2001-2002                        |
| Genie Francis             | Ceara Connor                | 1990-1992                        |
| Nancy Frangione           | Tara Martin                 | 1977-1979, 1985                  |
| Charles Frank             | Jeff Martin                 | 1970-1975, 1988, 1995            |
| Hugh Franklin             | Charles Tyler               | 1970-1983                        |
| Melissa Fumero            | Adriana Cramer              | 2005                             |
| Gina Gallagher            | Bianca Montgomery           | 1993-1997                        |
| Paula Garcés              | Lea Marquez                 | 2013                             |
| Trent Garrett             | Asher Pike                  | 2010-2011                        |
| Priscilla Garita          | Anita Santos                | 1994                             |
| Brian Gaskill             | Bobby Warner                | 1995-1997                        |
| Stephanie Gatschet        | Madison North               | 2009-2011                        |
| Dan Gauthier              | Kevin Buchanan              | 2004-2005                        |
| Bob Gaynor                | Mitch Morrison              | 2013                             |
| Sarah Michelle Gellar     | Kendall Hart                | 1993-1995                        |
| Sarah Michelle Gellar     | Patiente                    | 2011                             |
| Robert Gentry             | Ross Chandler               | 1983-1989                        |
| Carrie Genzel             | Skye Chandler               | 1996-1997                        |
| Zen Gesner                | Braden Lavery               | 1998-1999                        |
| Luca Gianquinto           | Oliver Castillo             | 2013                             |
| Kari Gibson               | Dixie Cooney                | 1988                             |
| Kelli Giddish             | Di Henry                    | 2005-2007                        |
| Paul Gleason              | David Thornton              | 1976-1978                        |
| Sarah Glendening          | Marissa Tasker              | 2010-2011                        |
| Ricky Paull Goldin        | Jake Martin                 | 2008-2011                        |
| Karen Lynn Gorney         | Tara Martin                 | 1970-1974, 1976-1977, 1995       |
| Micki Grant               | Madame Remington            | 2008                             |
| Bruce Gray                | Wyatt Coles                 | 1975                             |
| Nick Gregory              | Jeff Cohen                  | 1996                             |
| William Griffis           | Harlan Tucker               | 1978                             |
| Ronald Guttman            | Alexander Cambias Sr        | 2003-2009                        |

### Récurrents
| Acteur              | Personnage           | Années                                            |
| Martin Harvey       | Uri Koslov           | 2013-                                             |
| Cheryl Hulteen      | Winifred             | 1991-2009, 2011, 2013-                            |
| Francesca James     | Evelyn Johnson       | 2013-                                             |
| Ray MacDonnell      | Joe Martin           | 1970-2011, 2013-                                  |
| Alicia Minshew      | Kendall Hart         | 2002-2011, 2013-                                  |
| Elizabeth Parrish   | Mme Galushka         | 1992-                                             |
| Heather Roop        | Jane McIntyre        | 2013-                                             |
| Stevie Steel        | Heather Kent         | 2013-                                             |
| Jordi Vilasuso      | Griffin Castillo     | 2010-2011, 2013-                                  |
|                     |                      |                                                   |
| Lindsay Hartley     | Cara Castillo        | 2010-2011, 2013-                                  |
| Vincent Irizzary    | David Hayward        | 1997–2006, 2008–2011, 2013-                       |
| Thorsten Kaye       | Zach Slater          | 2004-2011, 2013-                                  |
| Michael E. Knight   | Tad Martin           | 1982-1986, 1988-1990, 1992-2011, 2013-            |
| Jill Larson         | Opal Cortlandt       | 1989-2011, 2013-                                  |
| Cady McClain        | Dixie Cooney         | 1988–1996, 1998–2002, 2005–2008, 2010-2011, 2013- |
| Debbi Morgan        | Angie Hubbard        | 1982-1990, 2008-2011, 2013-                       |
| Michael Nader       | Dimitri Marick       | 1991-2001, 2013-                                  |
| Eric Nelsen         | AJ Chandler          | 2013-                                             |
| Brooke Newton       | Colby Chandler       | 2013-                                             |
| Jason Pendergraft   | Carter Anders        | 2013-                                             |
| Jordan Lane Price   | Celia Fitzgerald     | 2013-                                             |
| Eden Riegel         | Bianca Montgomery    | 2000-2010, 2013-                                  |
| Sal Stowers         | Cassandra Foster     | 2013-                                             |
| Denyse Tontz        | Miranda Montgomery   | 2013-                                             |
| Darnell Williams    | Jesse Hubbard        | 1981-1988, 1994, 2001-2002, 2008-2011, 2013-      |
| Robert Scott Wilson | Pete Cortlandt       | 2013-                                             |
| Chrishell Stause    | Amanda Dillon Martin | 2005-2011                                         |

## Diffusion
Le feuilleton, d'une durée de 30 minutes à ses débuts (publicités comprises), est passé en avril 1977 à une durée de 60 minutes.
La série a été deux années de suite - en 1978 et 1979 - le "soap-opera" de plus grande audience aux États-Unis. De 1980 à 1985, La Force du destin arrivait en seconde place en termes d'audience, derrière Hôpital central. En 2011, le feuilleton connaissant un net recul de popularité et de très mauvais scores d'audience, le réseau ABC annonce qu'il met fin à sa diffusion dès septembre de la même année. Le feuilleton On ne vit qu'une fois est également arrêté.
Le 7 juillet 2011, ABC annonce avoir vendu les droits des deux soap operas à Prospect Park, en vue d'une diffusion sur Internet après leur interruption à la télévision ; cette diffusion ne durera toutefois que quelques mois (du 29 avril au 2 septembre 2013).

### Diffusion américaine
La Force du destin a été diffusé du lundi au vendredi à 13 h (12 h sur la côte ouest) sur le réseau ABC. Des rediffusions ont lieu tous les soirs sur SOAPnet (chaîne câblée du groupe Disney) : à 20 h ; 1 h du matin ; puis 7 h du matin.
De janvier 1970 à juillet 1975, le feuilleton, d'une durée de 30 minutes, était programmé à 13 h. Mais lorsqu'a débuté le nouveau feuilleton de la chaîne Ryan's Hope, La Force du destin a été avancé d'une demi-heure, pour une diffusion à 12 h 30. Il a retrouvé son horaire habituel en janvier 1977, passant à 60 minutes (42 minutes sans publicité) le 25 avril de la même année.

### Diffusion française
La Force du destin a été diffusé pour la première fois en France sur TF1 le 17 mars 2003, avec des épisodes datant de 1993 (soit dix années d'écart avec les États-Unis) mettant en scène le personnage de Kendall Hart, incarné par Sarah Michelle Gellar. Diffusé les lundis, mardis, jeudis et vendredis à 14 h 45 après Les Feux de l'amour, le soap est, faute d'audience, suspendu le 21 mars 2003, après seulement 4 épisodes.

## Cross-overs
La série a eu le droit à plusieurs cross-overs avec les séries One Life to Live, Hôpital central et Port Charles.

## Reboot / Spinoff
En décembre 2020, ABC développe une version prime-time du feuilleton. Le projet est dénommé “Pine Valley,” d'après le quartier fictionnel de Philadelphie utilisé dans la série originelle.

## Récompenses & nominations
- ALMA Awards...
- Emmy Awards (1973)
- Daytime Emmy
- GLAAD Media Awards
- Gracie Allen Awards
- Image Awards
- Imagen Foundation Awards
- Made in NY Awards
- People's Choice Awards, USA
- Prism Awards
- Soap Opera Digest Awards
- Soapy Awards
- TV Guide Awards (nommé)
- Writers Guild of America, USA
- Young Artist Awards

## Culture populaire
- La Force du destin fait partie des références souvent citées dans la sitcom Friends. Dans l'épisode 2.19, le personnage de Gunther prétend (dans la version originale) avoir interprété le personnage de Bryce dans La Force du destin (dans la version française, il prétendra avoir été le bébé de J.R. Ewing dans Dallas).
- Dans un autre épisode, Joey auditionne pour le rôle d'un boxeur dans La Force du destin.
- Les noms des personnages de Friends ont pour origine les personnages de La Force du destin : Ross pour Ross Chandler, Joey pour Joey Martin, Chandler pour la famille Chandler, Monica pour Monique/Daisy Cortland, Rachel (Karen) Green pour Janet Green, et Phoebe pour Phoebe Tyler Wallingford.
- La communauté hip-hop a cité le personnage d'Erica Kane dans de nombreuses chansons.
- La Force du destin est mentionné dans la série Supernatural, quand le personnage de Sam Winchester dit « Kendall s'est mariée à Zach pour récupérer Ethan qui est le fils de Zach ? Quelle garce ! », en référence au célèbre triangle amoureux Ethan/Zach/Kendall.
- La série est parodiée dans Futurama, où All My Children (le titre de la série en V.O.) devient All My Circuits, dont Bender est un grand fan.
- La Force du destin présente un exemple notable de Soap opera rapid aging syndrome. En effet la série a developpé une histoire secrète selon laquelle Erica Kane a été violée en 1970, juste avant le début de la série[5],[6]. Dans ce retcon, Kendall, l'enfant né de cette agression sexuelle, est mis à l'adoption par Erica. Cette dernière refoule ensuite tout souvenir des événements jusqu'en 1993, date à laquelle Kendall apparaît à l'écran, désormais agée de 16 ans. Les téléspectateurs ne manqueront pas de relever l'incohérence qu'un enfant né d'un viol de 24 ans soit seulement âgé de 16 ans, ce qui poussera le show a rapidement rectifier l'âge du personnage a 23 ans[6].